# Alessandro Lai
Alessandro Lai (Cagliari, 22 gennaio 1970) è un costumista italiano.

## Biografia
Nasce nel quartiere Fonsarda di Cagliari, dove compie gli studi, e in quegli anni si appassiona alla figura di Piero Tosi, di cui diventa allievo. Legato professionalmente ai registi Ferzan Özpetek e Francesca Archibugi, collabora con loro per la creazione di molte delle loro opere cinematografiche.

## Filmografia

### Cinema
- Rosa e Cornelia, regia di Giorgio Treves (2000)
- Sud Side Stori, regia di Roberta Torre (2000)
- Tra due mondi, regia di Fabio Conversi (2001)
- Callas Forever, regia di Franco Zeffirelli (2002)
- Operazione Rosmarino, regia di Alessandra Populin (2002)
- Senso '45, regia di Tinto Brass (2002)
- Il quaderno della spesa, regia di Tonino Cervi (2003)
- A/R Andata + Ritorno, regia di Marco Ponti (2004)
- Vaniglia e cioccolato, regia di Ciro Ippolito (2004)
- La spettatrice, regia di Paolo Franchi (2004)
- Lezioni di volo, regia di Francesca Archibugi (2007)
- Oliviero Rising, regia di Riki Roseo (2007)
- Saturno contro, regia di Ferzan Özpetek (2007)
- Questione di cuore, regia di Francesca Archibugi (2009)
- Mine vaganti, regia di Ferzan Özpetek (2010)
- Appartamento ad Atene, regia di Ruggero Dipaola (2012)
- Bellas mariposas, regia di Salvatore Mereu (2012)
- E la chiamano estate, regia di Paolo Franchi (2012)
- Good As You - Tutti i colori dell'amore, regia di Mariano Lamberti (2012)
- L'amore è imperfetto, regia di Francesca Muci (2012)
- Magnifica presenza, regia di Ferzan Özpetek (2012)
- Allacciate le cinture, regia di Ferzan Özpetek (2014)
- Fratelli unici, regia di Alessio Maria Federici (2014)
- N-Capace, regia di Eleonora Danco (2014)
- Vinodentro, regia di Ferdinando Vicentini Orgnani (2014)
- Il nome del figlio, regia di Francesca Archibugi (2015)
- Latin Lover, regia di Cristina Comencini (2015)
- Sei mai stata sulla Luna?, regia di Paolo Genovese (2015)
- Tommaso, regia di Kim Rossi Stuart (2016)
- Napoli velata, regia di Ferzan Özpetek (2017)
- La dea fortuna, regia di Ferzan Özpetek (2019)
- Tutti per 1 - 1 per tutti, regia di Giovanni Veronesi (2020)

### Televisione
- Renzo e Lucia, regia di Francesca Archibugi (2003)
- Virginia, la monaca di Monza, regia di Alberto Sironi (2004)
- Carabinieri - Sotto copertura, regia di Raffaele Mertes (2005)
- De Gasperi - L'uomo della speranza, regia di Liliana Cavani (2005)
- Un dottore quasi perfetto, regia di Raffaele Mertes (2007)
- Eroi per caso, regia di Alberto Sironi (2010)
- Angeli e diamanti, regia di Raffaele Mertes (2011)
- Barabba, regia di Roger Young (2012)
- Romeo e Giulietta, regia di Riccardo Donna (2014)
- Sotto copertura, regia di Giulio Manfredonia (2015-2017)
- I Medici – serie TV (2016-2019)
- In arte Nino, regia di Luca Manfredi (2017)
- Diavoli (Devils) – serie TV (2020-in corso)
- Leonardo – serie TV (2021-in corso)
- Django – miniserie TV (2023)
- I leoni di Sicilia - serie TV (2023)
- Belcanto, regia di Carmine Elia – serie TV (2025)

## Premi e riconoscimenti

### David di Donatello
- 2010 - nominato a miglior costumista per Mine vaganti
- 2012 - nominato a miglior costumista per Magnifica presenza
- 2013 - nominato a miglior costumista per Appartamento ad Atene
- 2014 - nominato a miglior costumista per Allacciate le cinture
- 2015 - nominato a miglior costumista per Latin Lover
- 2018 - nominato a miglior costumista per Napoli velata

### Premio Goya
- 2003 - nominato a migliori costumi per Callas Forever

### Nastro d'argento
- 2001 - nominato a migliori costumi per Rosa e Cornelia
- 2002 - migliori costumi per Senso '45
- 2003 - nominato a migliori costumi per Callas Forever
- 2012 - migliori costumi per Magnifica presenza
- 2015 - nominato a migliori costumi per Latin Lover
- 2018 - nominato a migliori costumi per Napoli velata

### Ciak d'oro
- 2018 - Migliori costumi per Napoli velata[2]